# BMW 2002
BMW 1602/1802/2002 är en personbil, tillverkad av den tyska biltillverkaren BMW mellan 1966 och 1977.

## Historik
Modellserien utvecklades som en kortare 2-dörrarsvariant av BMW 1600 och första modellen som kom 1966 fick därför namnet 1600-2. Tanken var att den skulle vara en enklare och billigare modell än de befintliga 4-dörrarsmodellerna. Karossen var aningen smalare och med kortare överhäng, som tillsammans med 5 cm kortare hjulbas och lägre vikt gav trevliga köregenskaper. Bilen var känd för sin körglädje, med relativt hög effekt och bakhjulsdrift med delad bakaxel. Egenskaperna i halka var inte de bästa. Bilen formgavs av BMW:s designchef Wilhelm Hofmeister. 1967 kom även en sportigare 1600-2 ti, som hade dubbla förgasare.
De mekaniska delarna var identiska mellan modellserierna, och det var ett naturligt steg att även göra en version med 2-litersmotor. En anledning till att man erbjöd bilen med en så stor motor var att den sportigare 1600ti-modellen med dubbla förgasare inte klarade avgaskraven i USA. 2-litersmotorn kom i två varianter med en respektive två förgasare och 100-120 hk. Den starkare modellen hette 2000-2 ti. Den svagare av de motorerna gick även att få med automatlåda. Utvändigt skilde sig 2-litersmodellerna från 1600-2 genom att de hade kromlister.
02-serien hade några ovanliga tekniska lösningar, som att sidorutorna saknade ramar. Glasrutan vilade direkt mot dörrlisten. Alla pedalerna var upphängda nedtill. Motorhuven öppnades framåt. Fram till 1972 års modell sitter blinkersspaken till höger om ratten, medan en likadan spak till vänster reglerar hel- och halvljus.
1971 fick bilarna en ansiktslyftning och nya beteckningar (1602, nya 1802 och 2002), men hade fortfarande de små runda baklamporna och den aviga instrumenteringen med blinkersspaken till höger. En ny karossvariant kom också samtidigt, Touring, som var en 3-dörrars halvkombi. Dessa modeller kallades först 1600, 1800 respektive 2000 touring, men namnen ändrades senare så att de fick en 2:a på slutet. Ti-modellen ersattes av 2002tii, som hade bränsleinsprutning och 130 hk. Halvkombikarossen blev ingen större framgång i bilhallarna, utan har först i efterhand fått den uppskattning den förtjänar. Både touring-modellen och tii-motorn försvann efter 1974 års modell. Förmodligen var tiden inte mogen för en BMW med halvkombilucka baktill, och först 20 år senare fick den en efterföljare i form av 3-seriens Compact-modell och så småningom 1-serien. Namnet Touring gjorde dock comeback tidigare på BMW:s kombimodeller.
1973 kom en ytterligare uppdatering av bilens utseende och instrumentering, och de sista årsmodellerna liknar den första generationen av 3-serien i många detaljer. Efter att 3-serien introducerats fortsatte man att tillverka en modell som då fick namnet 1502, men i grunden var en 1602 med något lägre effektuttag ur motorn.  
1975 kom en specialversion av 2002 som hade tilläggsbeteckningen L som står för Luxus. Dessa bilar hade speciell plyschklädsel, armstöd bak, träinläggningar på främre dörrsidor och runt askkoppen samt växelspaksknopp i trä. 
2002 Turbo var 1973 den första serietillverkade turbo-bilen i Europa.
BMW 2002 ersattes av BMW 3-serie 1975.

## Versioner
BMW 2002 fanns i flera karossversioner:
- 2-dörrars sedan
- 2-dörrars cabriolet (tillverkad av Baur)
- Touring (halvkombi)

### Motor
| Modell     | Årsmodell | Motor               | Cylindervolym | Effekt | Bränslesystem             |
| ---------- | --------- | ------------------- | ------------- | ------ | ------------------------- |
| 1502       | 1975-77   | 4-cyl radmotor SOHC | 1573 cm³      | 75 hk  | Enkel förgasare           |
| 1600-02    | 1966-75   | 4-cyl radmotor SOHC | 1573 cm³      | 85 hk  | Enkel förgasare           |
| 1600 ti    | 1967-68   | 4-cyl radmotor SOHC | 1573 cm³      | 105 hk | Dubbla förgasare          |
| 1802       | 1971-75   | 4-cyl radmotor SOHC | 1766 cm³      | 90 hk  | Enkel förgasare           |
| 2002       | 1968-75   | 4-cyl radmotor SOHC | 1990 cm³      | 100 hk | Enkel förgasare           |
| 2002 ti    | 1968-72   | 4-cyl radmotor SOHC | 1990 cm³      | 120 hk | Dubbla förgasare          |
| 2002 tii   | 1972-75   | 4-cyl radmotor SOHC | 1990 cm³      | 130 hk | Bränsleinsprutning        |
| 2002 turbo | 1973-74   | 4-cyl radmotor SOHC | 1990 cm³      | 170 hk | Bränsleinsprutning, turbo |

Prestanda:
1502 75hk/DIN. Acc 0–100 km/h 14,3 sek. Toppfart 155 km/h. 1602 85hk/DIN. Acc 0–100 km/h 12,8 sek. Toppfart 160 km/h. 1802 90hk/DIN. Acc 0–100 km/h 11,8 sek. Toppfart 165 km/h. 2002 100hk/DIN. Acc 0–100 km/h 10,9 sek. Toppfart 170 km/h. 2002tii 130hk/DIN. Acc 0–100 km/h 9,4 sek. Toppfart 186 km/h. 2002 turbo 170hk/DIN. Acc 0–100 km/h 7,0 sek. Toppfart 211 km/h.
Källa: BMW AG.

## Tävlingsversioner

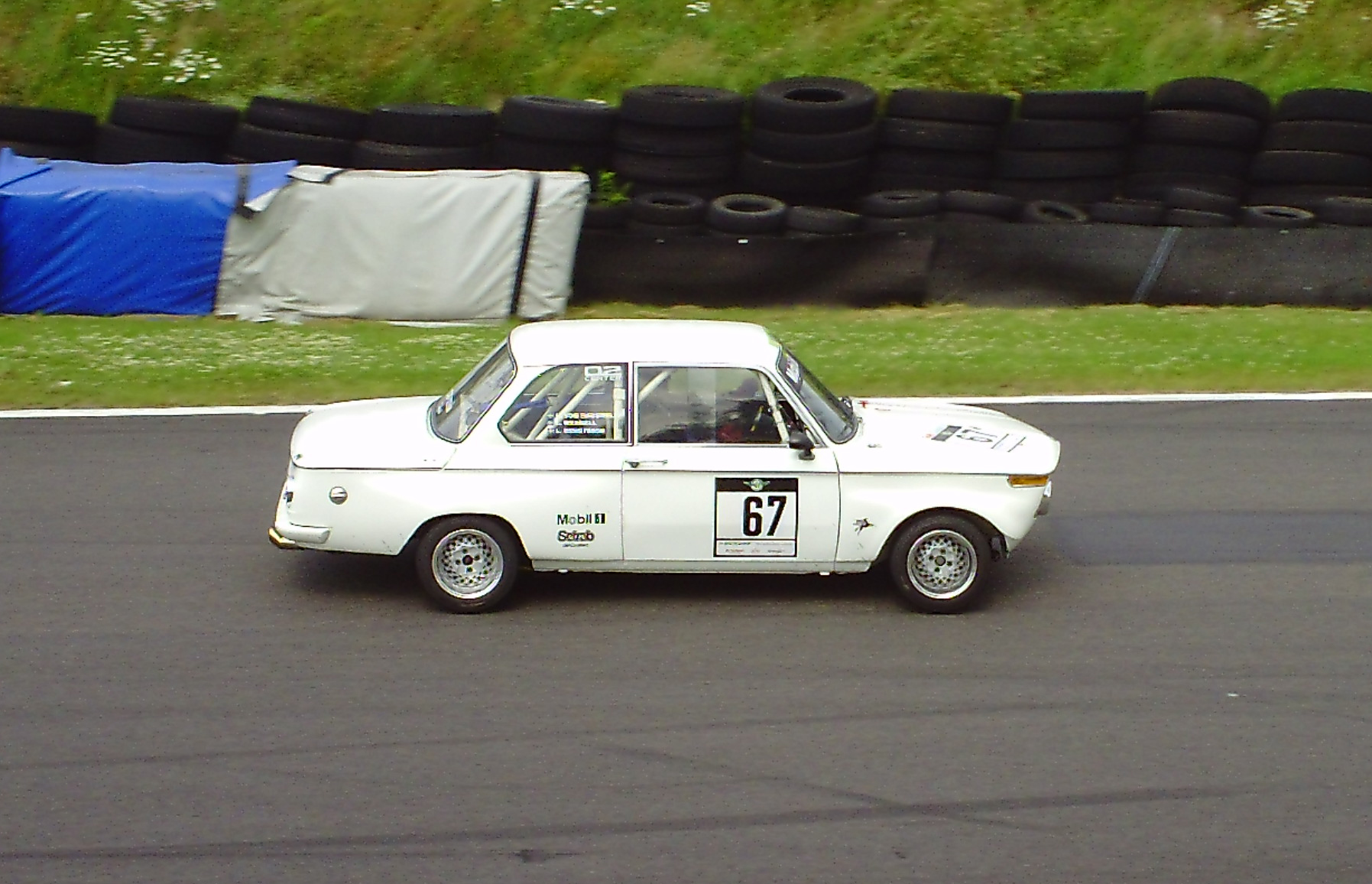
Ulf Von Hauswolff kör en BMW 2002 under ett historiskt race på Falkenbergs Motorbana 2011.

BMW 2002 gjorde sig ett namn inom banracingen genom att framgångsrikt delta i det tyska standardvagnsmästerskapet som en av BMW Motorsports tidiga bilar och kördes av fabriksföraren Hans-Joachim Stuck. De vann 1969 med en turbomatad motor på 290 hästkrafter och en toppfart runt 250 km/h.
Inom rally blev modellen framgångsrik i händerna på förare som Ingvar Carlsson, Lasse Nyström, Bror Danielsson och Leif Asterhag, medan den inom racingen kördes av bland annat Rune Tobiasson.

## Bilder

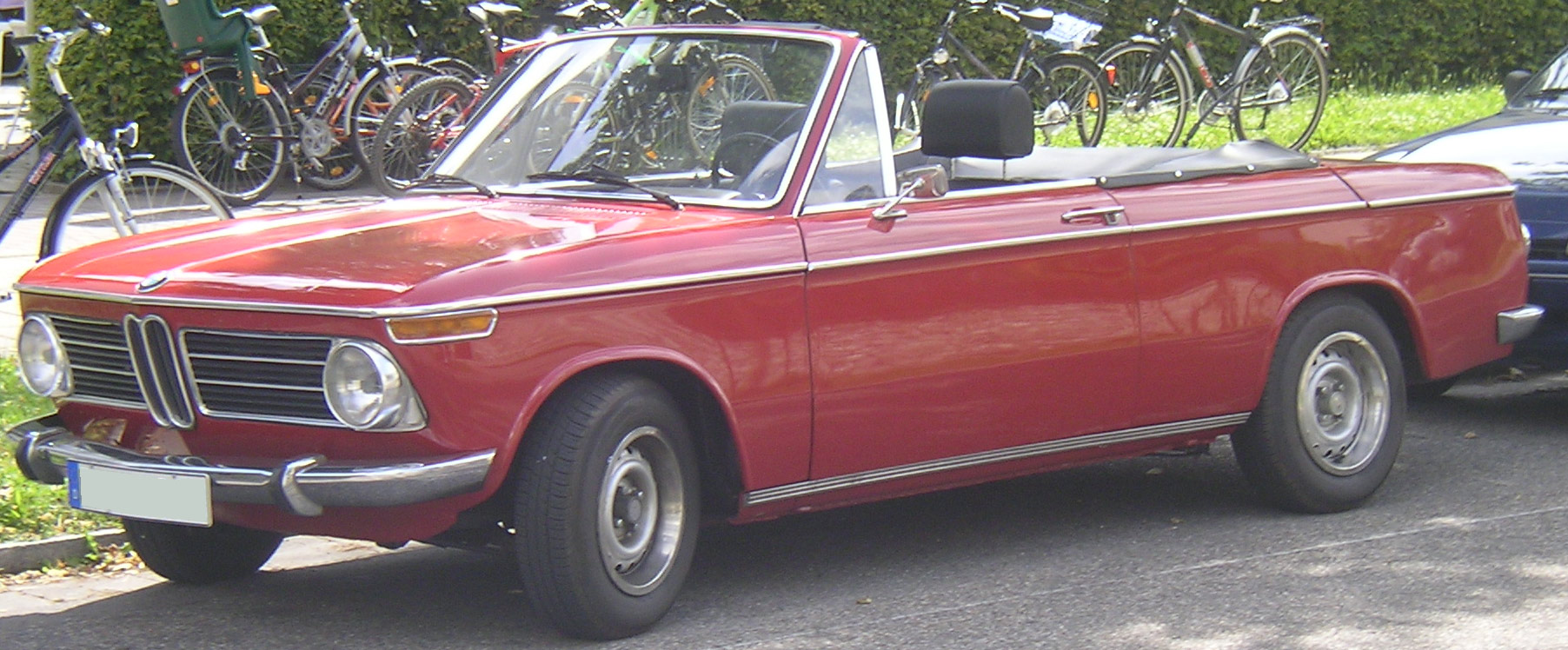
1600 Cabriolet
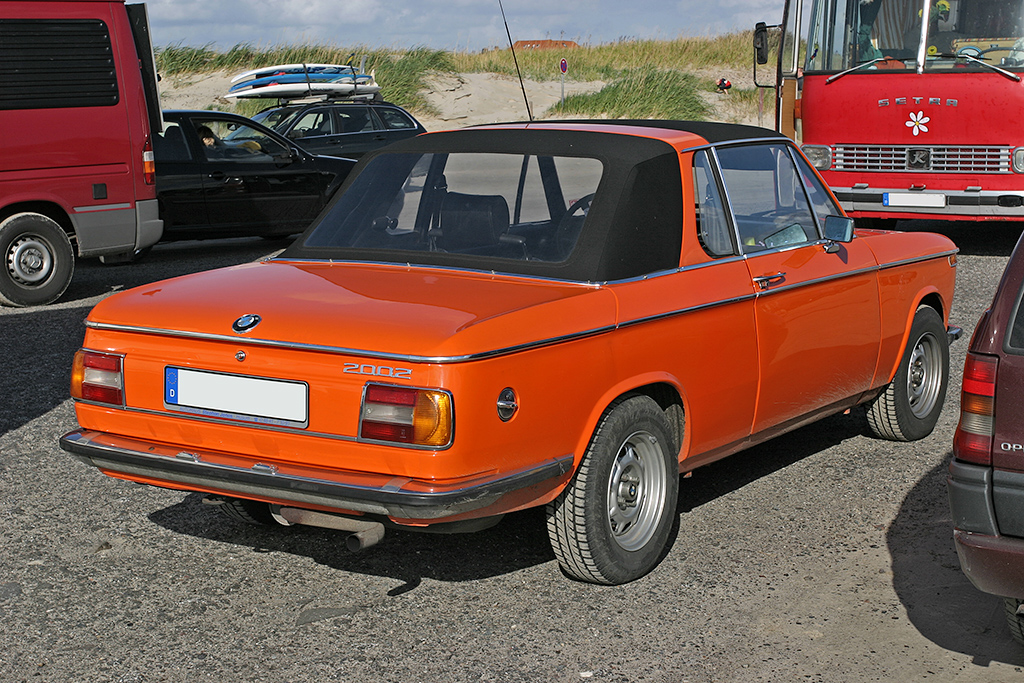
2002 Targa
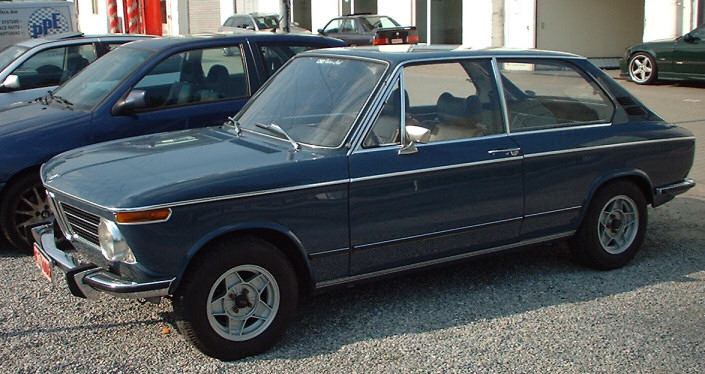
2002 touring
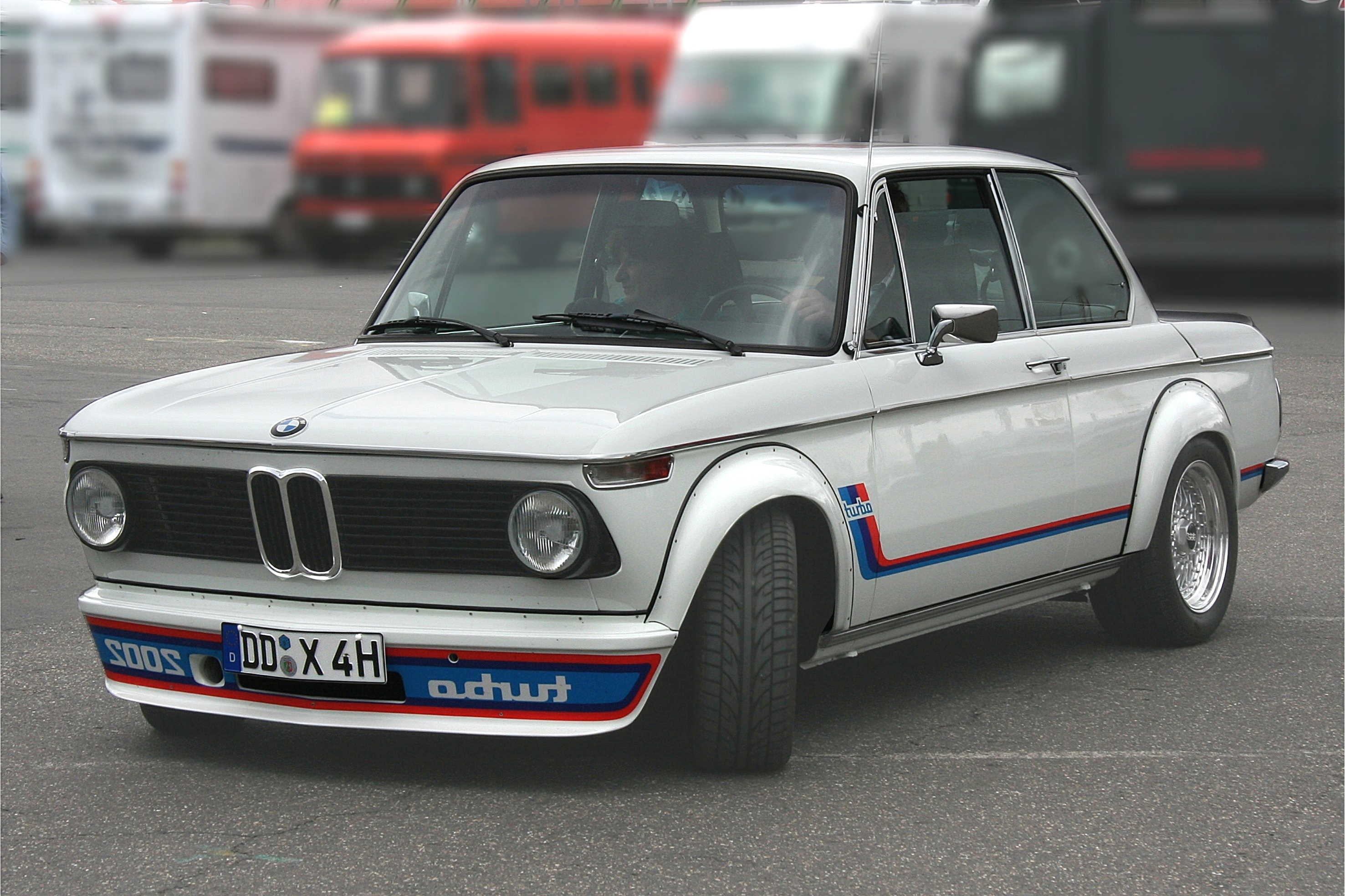
2002 turbo